# Дюпон де Немур, Пьер Самюэль
Пьер-Самюэ́ль Дюпо́н де Нему́р (фр. Pierre Samuel du Pont de Nemours; родился 14 декабря 1739 года, Париж, Франция — умер 7 августа 1817 года, Гринвилл, США) — французский экономист и политический деятель, представитель школы физиократов.

## Биография

### Молодость
Пьер-Самюэль Дюпон родился в семье парижского часовщика-гугенота Самюэля Дюпона; мать происходила из обедневшего бургундского дворянского рода. Из-за конфликтов с отцом, желавшим, чтобы сын продолжил семейную традицию и стал ремесленником, рано покинул родительский дом. В 1766 году женился на дворянке Николь-Шарлотт ле Ди де Ренкур, имел двух сыновей-предпринимателей — Виктора-Мари (1767—1827) и Элетера-Ирене (1771—1834, учредитель корпорации DuPont в 1802). Несмотря на статус женатого мужчины, Пьер-Самюэль состоял в любовной связи с молоденькой супругой выдающегося учёного-химика А. Лавуазье.
В молодости Дюпон, искавший покровительства в среде придворных, сумел приобрести расположение Франсуа Кёнэ, личного врача маркизы де Помпадур и известного экономиста-либерала (основоположника физиократической школы). Ранние экономические опусы самого Дюпона, написанные под влиянием Кёнэ, имели успех и привлекли внимание Вольтера и Тюрго. В 1767 году выпустил зрелый труд «О возникновении и развитии новой науки» — наиболее полное и систематическое изложение учения физиократов, в том же году приступил к редактуре журнала «Ephémérides du citoyen» и двухтомника избранных работ Кёнэ. «Физиократия» Дюпона, пропагандировавшая низкие налоги и снятие таможенных барьеров (см. Либерализм), непосредственно повлияла на взгляды Адама Смита.

### Революция и эмиграция
В начале Великой французской революции Дюпон поддержал её и был избран в национальное Учредительное собрание, предшествовавшее Конвенту. Чтобы отличаться от депутатов-однофамильцев, Дюпон принял вторую фамилию, Немур (Nemours) по имени избравшей его коммуны.
К 1792 году взгляды Дюпона оказались на правом, консервативном, фланге политических сил. Во время восстания 10 августа он вместе с сыном Элетером-Ирене лично защищал Тюильри и королевскую семью от революционной толпы, а в конце якобинского правления был осуждён на смерть как «враг отечества». От гильотины его спас Термидорианский переворот.
Во время переворота 18 фрюктидора (4 сентября) 1797 дом Дюпонов был осаждён толпой; вновь избежав смерти, Дюпон вместе со всей семьёй бежал в США. Он достаточно быстро вошёл в круг американских политиков, примкнув к сторонникам Томаса Джефферсона. В 1802—1803, во время президентства Джефферсона, Дюпон был одним из организаторов покупки Луизианы у французского государства.
Вернувшись во Францию, содействовал реставрации Бурбонов, был советником Людовика XVIII. В период «Ста дней» эмигрировал в США.

## Отзывы современников
Адам Ежи Чарторыйский записал в своих мемуарах:
«…отец взял нам в гувернеры Дюпон де Немура, члена национального собрания, приобретшего некоторую известность во Франции, где его уважали за его характер и нравственные качества. С ним приехал в качестве секретаря некто де Нуайе, оказавшийся чрезвычайно надоедливым человеком. Нуайе постоянно ухаживал за г-жею Пти. Однажды, когда он постучал к ней в дверь, она, не зная, как от него избавиться, ответила ему: "Милостивый государь, меня нет дома". Дюпон недолго оставался у нас. Он возвратился во Францию. Я встретился потом с ним в Париже во время реставрации. Он явился ко мне в качестве моего бывшего гувернера, но я совершенно его не помнил.»